# Klub Sportowy Cracovia
Il Klub Sportowy Cracovia, noto semplicemente come Cracovia, è una società calcistica polacca con sede a Cracovia. Fondato il 13 giugno 1906, è tra le squadre di calcio più antiche della Polonia.

## Storia
È la squadra di cui era tifoso Papa Giovanni Paolo II.

## Strutture

### Stadio
Disputava le partite interne allo Stadio Maresciallo Józef Piłsudski, demolito nel 2009 per poi essere ricostruito nel 2010.

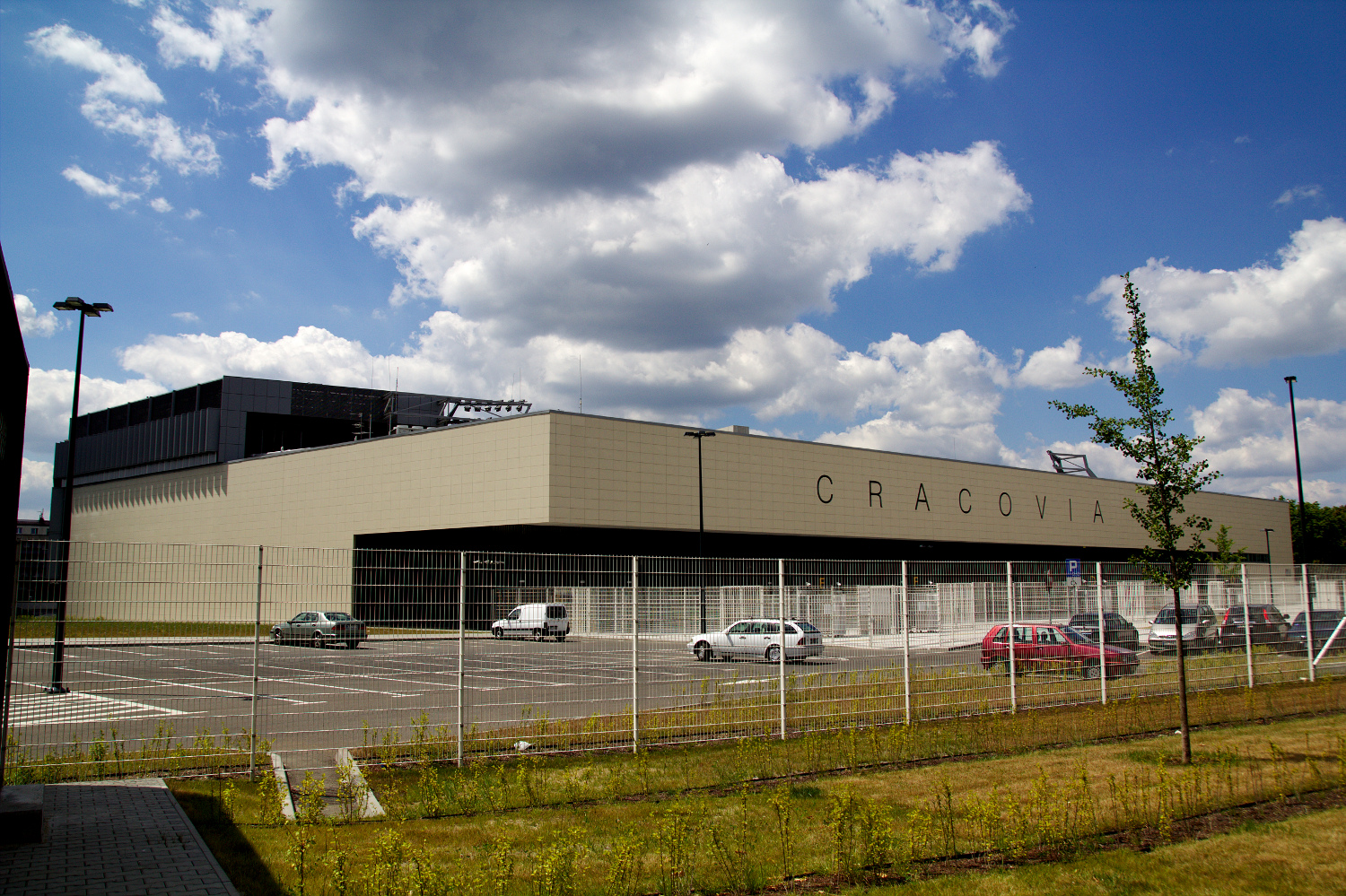
Lo stadio visto dall'esterno

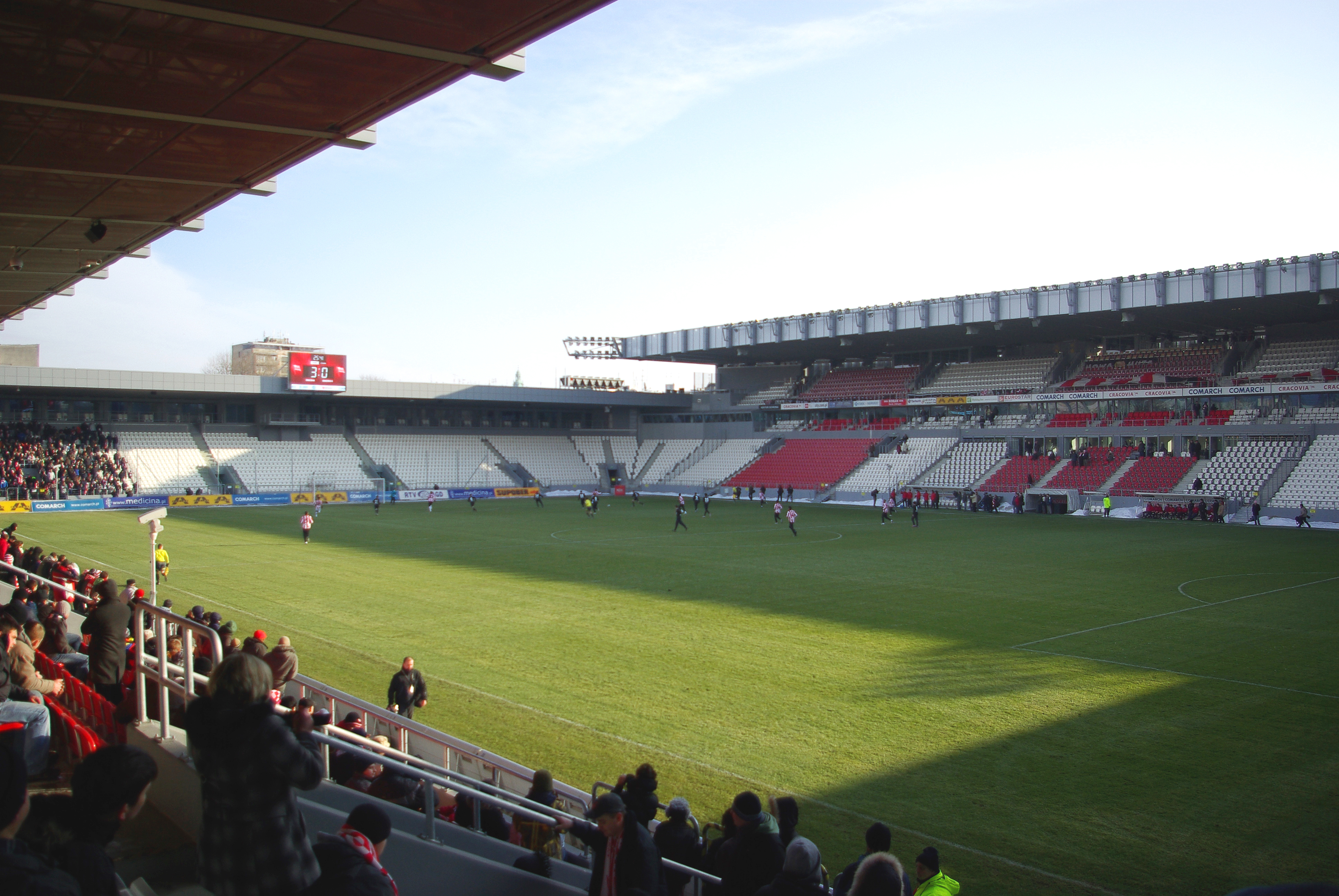
Lo stadio visto dall'interno

## Palmarès

### Competizioni nazionali
- Campionato polacco: 5

1921, 1930, 1932, 1937, 1948
- Coppa di Polonia: 1

2019-2020
- Supercoppa di Polonia: 1

2020
- Campionato polacco di seconda divisione: 3

1957, 1965-1966, 1981-1982

### Altri piazzamenti
- Campionato polacco:

Secondo posto: 1934, 1948, 1949, 1952
- Coppa di Polonia:

Semifinalista: 2012-13, 2020-2021
- Campionato polacco di seconda divisione:

Secondo posto: 2012-2013

## Statistiche e record

### Statistiche nelle competizioni UEFA per club
Tabella aggiornata alla fine della stagione 2019-2020.
| Competizione                  | Partecipazioni | G | V | N | P | RF | RS |
| ----------------------------- | -------------- | - | - | - | - | -- | -- |
| Coppa UEFA/UEFA Europa League | 2              | 4 | 0 | 2 | 2 | 4  | 7  |
| Coppa Intertoto               | 2              | 8 | 1 | 1 | 6 | 5  | 19 |

## Organico

### Rosa 2025-2026
Rosa aggiornata al 19 agosto 2025.
| N. |                                 | Ruolo | Calciatore              |
| -- | ------------------------------- | ----- | ----------------------- |
| 3  | Danimarca (bandiera)            | D     | Andreas Skovgaard       |
| 4  | Svezia (bandiera)               | D     | Gustav Henriksson       |
| 6  | Iraq (bandiera)                 | C     | Amir Al-Ammari          |
| 7  | Polonia (bandiera)              | C     | Mateusz Praszelik       |
| 9  | Svizzera (bandiera)             | A     | Filip Stojilković       |
| 10 | Polonia (bandiera)              | C     | Michał Rakoczy          |
| 11 | Danimarca (bandiera)            | C     | Mikkel Maigaard         |
| 13 | Polonia (bandiera)              | P     | Sebastian Madejski      |
| 14 | Bosnia ed Erzegovina (bandiera) | A     | Ajdin Hasić             |
| 15 | Polonia (bandiera)              | D     | Kamil Glik              |
| 17 | Bulgaria (bandiera)             | A     | Martin Minčev           |
| 18 | Stati Uniti (bandiera)          | A     | Kahveh Zahiroleslam     |
| 19 | Islanda (bandiera)              | C     | Davíð Kristján Ólafsson |
| 20 | Polonia (bandiera)              | C     | Karol Knap              |

| N. |                       | Ruolo | Calciatore                |
| -- | --------------------- | ----- | ------------------------- |
| 22 | Polonia (bandiera)    | C     | Bartosz Biedrzycki        |
| 23 | Polonia (bandiera)    | C     | Fabian Bzdyl              |
| 24 | Rep. Ceca (bandiera)  | D     | Jakub Jugas               |
| 25 | Georgia (bandiera)    | D     | Otar Kakabadze (capitano) |
| 27 | Slovacchia (bandiera) | P     | Henrich Ravas             |
| 28 | Polonia (bandiera)    | C     | Dawid Polak               |
| 33 | Polonia (bandiera)    | P     | Konrad Cymerys            |
| 39 | Croazia (bandiera)    | D     | Mauro Perković            |
| 43 | Polonia (bandiera)    | C     | Mateusz Klich             |
| 66 | Polonia (bandiera)    | D     | Oskar Wójcik              |
| 70 | Austria (bandiera)    | C     | Dijon Kameri              |
| 77 | Polonia (bandiera)    | D     | Patryk Janasik            |
| 79 | Polonia (bandiera)    | D     | Dominik Piła              |
| 91 | Polonia (bandiera)    | P     | Konrad Golonka            |

### Rosa 2023-2024
Rosa aggiornata al 3 febbraio 2024.
| N. |                               | Ruolo | Calciatore             |
| -- | ----------------------------- | ----- | ---------------------- |
| 2  | Romania (bandiera)            | D     | Cornel Râpă            |
| 3  | Danimarca (bandiera)          | D     | Andreas Skovgaard      |
| 5  | Romania (bandiera)            | D     | Virgil Ghiță           |
| 6  | Macedonia del Nord (bandiera) | C     | Jani Atanasov          |
| 7  | Polonia (bandiera)            | C     | Patryk Makuch          |
| 8  | Danimarca (bandiera)          | C     | Mathias Hebo Rasmussen |
| 9  | Finlandia (bandiera)          | A     | Benjamin Källman       |
| 10 | Polonia (bandiera)            | C     | Michał Rakoczy         |
| 13 | Polonia (bandiera)            | P     | Sebastian Madejski     |
| 15 | Polonia (bandiera)            | D     | Kamil Glik             |
| 17 | Polonia (bandiera)            | C     | Mateusz Bochnak        |
| 18 | Giappone (bandiera)           | C     | Takuto Oshima          |
| 19 | Polonia (bandiera)            | A     | Kamil Ogorzaly         |
| 20 | Polonia (bandiera)            | C     | Karol Knap             |
| 21 | Brasile (bandiera)            | A     | Kacper Śmiglewski      |
| 22 | Finlandia (bandiera)          | D     | Arttu Hoskonen         |
| 24 | Rep. Ceca (bandiera)          | D     | Jakub Jugas            |

| N. |                        | Ruolo | Calciatore        |
| -- | ---------------------- | ----- | ----------------- |
| 25 | Georgia (bandiera)     | D     | Otar Kakabadze    |
| 30 | Polonia (bandiera)     | P     | Adam Wilk         |
| 31 | Slovacchia (bandiera)  | P     | Lukáš Hroššo      |
| 36 | Polonia (bandiera)     | C     | Kacper Jodłowski  |
| 55 | Polonia (bandiera)     | C     | Michał Stachera   |
| 63 | Polonia (bandiera)     | C     | Filip Rózga       |
| 66 | Slovacchia (bandiera)  | D     | Oskar Wójcik      |
| 72 | Polonia (bandiera)     | C     | Bartłomiej Kolec  |
| 73 | Polonia (bandiera)     | A     | Patryk Zaucha     |
| 85 | Rep. Ceca (bandiera)   | D     | David Jablonský   |
| 87 | Polonia (bandiera)     | C     | Oliwier Hyla      |
| 88 | Polonia (bandiera)     | C     | Patryk Sokołowski |
| 99 | Polonia (bandiera)     | A     | Szymon Doba       |
|    | Polonia (bandiera)     | C     | Maciej Mrozik     |
|    | Polonia (bandiera)     | C     | Fabian Bzdyl      |
|    | Paesi Bassi (bandiera) | C     | Mick van Buren    |
|    | Austria (bandiera)     | D     | Darijo Grujcic    |

### Rosa 2022-2023
Rosa aggiornata al 5 settembre 2022.
| N. |                                 | Ruolo | Calciatore             |
| -- | ------------------------------- | ----- | ---------------------- |
| 2  | Romania (bandiera)              | D     | Cornel Râpă            |
| 3  | Slovacchia (bandiera)           | D     | Michal Sipľak          |
| 6  | Polonia (bandiera)              | C     | Sylwester Lusiusz      |
| 8  | Danimarca (bandiera)            | C     | Mathias Hebo Rasmussen |
| 11 | Polonia (bandiera)              | C     | Michał Rakoczy         |
| 13 | Polonia (bandiera)              | C     | Radosław Kanach        |
| 15 | Polonia (bandiera)              | D     | Mateusz Pieńczak       |
| 16 | Polonia (bandiera)              | C     | Przemysław Kapek       |
| 17 | Polonia (bandiera)              | A     | Kamil Ogorzały         |
| 19 | Bosnia ed Erzegovina (bandiera) | C     | Damir Sadiković        |
| 20 | Polonia (bandiera)              | C     | Karol Knap             |
| 21 | Brasile (bandiera)              | C     | Thiago                 |
| 23 | Polonia (bandiera)              | P     | Karol Niemczycki       |
| 24 | Rep. Ceca (bandiera)            | D     | Jakub Jugas            |

| N. |                       | Ruolo | Calciatore      |
| -- | --------------------- | ----- | --------------- |
| 25 | Georgia (bandiera)    | D     | Otar Kakabadze  |
| 27 | Polonia (bandiera)    | D     | Oliwier Hyla    |
| 28 | Polonia (bandiera)    | D     | Jan Ziewiec     |
| 29 | Polonia (bandiera)    | D     | Łukasz Ziemnik  |
| 30 | Polonia (bandiera)    | P     | Adam Wilk       |
| 31 | Slovacchia (bandiera) | P     | Lukáš Hroššo    |
| 33 | Polonia (bandiera)    | D     | Kamil Pestka    |
| 38 | Polonia (bandiera)    | C     | Jakub Myszor    |
| 40 | Polonia (bandiera)    | P     | Filip Kramarz   |
| 45 | Slovacchia (bandiera) | A     | Filip Balaj     |
| 73 | Polonia (bandiera)    | A     | Patryk Zaucha   |
| 81 | Polonia (bandiera)    | D     | Jakub Góralczyk |
| 85 | Rep. Ceca (bandiera)  | D     | David Jablonský |
|    | Polonia (bandiera)    | A     | Tomasz Bała     |

### Rosa 2021-2022
Rosa aggiornata all'8 marzo 2022.
| N. |                                 | Ruolo | Calciatore             |
| -- | ------------------------------- | ----- | ---------------------- |
| 2  | Romania (bandiera)              | D     | Cornel Râpă            |
| 3  | Slovacchia (bandiera)           | D     | Michal Sipľak          |
| 4  | Romania (bandiera)              | C     | Sergiu Hanca           |
| 5  | Spagna (bandiera)               | D     | Iván Márquez           |
| 6  | Polonia (bandiera)              | C     | Sylwester Lusiusz      |
| 7  | Brasile (bandiera)              | A     | Rivaldinho             |
| 8  | Danimarca (bandiera)            | C     | Mathias Hebo Rasmussen |
| 9  | Germania (bandiera)             | A     | Marcos Álvarez         |
| 10 | Paesi Bassi (bandiera)          | C     | Pelle van Amersfoort   |
| 11 | Polonia (bandiera)              | C     | Michał Rakoczy         |
| 13 | Polonia (bandiera)              | C     | Radosław Kanach        |
| 15 | Polonia (bandiera)              | D     | Mateusz Pieńczak       |
| 16 | Polonia (bandiera)              | C     | Przemysław Kapek       |
| 17 | Polonia (bandiera)              | A     | Kamil Ogorzały         |
| 18 | Portogallo (bandiera)           | D     | Luís Rocha             |
| 19 | Bosnia ed Erzegovina (bandiera) | C     | Damir Sadiković        |
| 20 | Polonia (bandiera)              | C     | Karol Knap             |
| 21 | Brasile (bandiera)              | C     | Thiago                 |
| 22 | Kosovo (bandiera)               | C     | Florian Loshaj         |

| N. |                       | Ruolo | Calciatore         |
| -- | --------------------- | ----- | ------------------ |
| 23 | Polonia (bandiera)    | P     | Karol Niemczycki   |
| 24 | Rep. Ceca (bandiera)  | D     | Jakub Jugas        |
| 25 | Georgia (bandiera)    | D     | Otar Kakabadze     |
| 27 | Polonia (bandiera)    | D     | Oliwier Hyla       |
| 28 | Polonia (bandiera)    | D     | Jan Ziewiec        |
| 29 | Polonia (bandiera)    | D     | Łukasz Ziemnik     |
| 30 | Polonia (bandiera)    | P     | Adam Wilk          |
| 31 | Slovacchia (bandiera) | P     | Lukáš Hroššo       |
| 33 | Polonia (bandiera)    | D     | Kamil Pestka       |
| 38 | Polonia (bandiera)    | C     | Jakub Myszor       |
| 40 | Polonia (bandiera)    | P     | Filip Kramarz      |
| 45 | Slovacchia (bandiera) | A     | Filip Balaj        |
| 73 | Polonia (bandiera)    | A     | Patryk Zaucha      |
| 80 | Ucraina (bandiera)    | C     | Jevhen Konopljanka |
| 81 | Polonia (bandiera)    | D     | Jakub Góralczyk    |
| 85 | Rep. Ceca (bandiera)  | D     | David Jablonský    |
| 88 | Croazia (bandiera)    | D     | Matej Rodin        |
|    | Polonia (bandiera)    | D     | Paweł Jaroszyński  |
|    | Polonia (bandiera)    | A     | Tomasz Bała        |

### Rosa 2020-2021
Rosa aggiornata al 15 marzo 2021.
| N. |                                 | Ruolo | Calciatore           |
| -- | ------------------------------- | ----- | -------------------- |
| 2  | Romania (bandiera)              | D     | Cornel Râpă          |
| 3  | Slovacchia (bandiera)           | D     | Michal Sipľak        |
| 4  | Romania (bandiera)              | C     | Sergiu Hanca         |
| 5  | Spagna (bandiera)               | D     | Iván Márquez         |
| 6  | Polonia (bandiera)              | C     | Sylwester Lusiusz    |
| 7  | Brasile (bandiera)              | A     | Rivaldinho           |
| 8  | Slovacchia (bandiera)           | C     | Milan Dimun          |
| 9  | Germania (bandiera)             | A     | Marcos Álvarez       |
| 10 | Paesi Bassi (bandiera)          | C     | Pelle van Amersfoort |
| 13 | Polonia (bandiera)              | C     | Radosław Kanach      |
| 14 | Croazia (bandiera)              | C     | Ivan Fiolić          |
| 15 | Polonia (bandiera)              | D     | Mateusz Pieńczak     |
| 16 | Polonia (bandiera)              | C     | Przemysław Kapek     |
| 17 | Polonia (bandiera)              | A     | Jakub Kosecki        |
| 18 | Portogallo (bandiera)           | D     | Luís Rocha           |
| 19 | Bosnia ed Erzegovina (bandiera) | C     | Damir Sadiković      |
| 20 | Polonia (bandiera)              | C     | Mateusz Supryn       |
| 21 | Brasile (bandiera)              | C     | Thiago               |
| 22 | Kosovo (bandiera)               | C     | Florian Loshaj       |
| 23 | Polonia (bandiera)              | P     | Karol Niemczycki     |
| 24 | Polonia (bandiera)              | A     | Jakub Gut            |

| N. |                       | Ruolo | Calciatore         |
| -- | --------------------- | ----- | ------------------ |
| 26 | Polonia (bandiera)    | A     | Filip Piszczek     |
| 28 | Polonia (bandiera)    | D     | Jan Ziewiec        |
| 30 | Polonia (bandiera)    | P     | Adam Wilk          |
| 31 | Slovacchia (bandiera) | P     | Lukáš Hroššo       |
| 33 | Polonia (bandiera)    | D     | Kamil Pestka       |
| 34 | Ucraina (bandiera)    | D     | Oleksij Dytjat'jev |
| 35 | Polonia (bandiera)    | C     | Maciej Mrozik      |
| 40 | Polonia (bandiera)    | P     | Norbert Luczak     |
| 44 | Polonia (bandiera)    | D     | Dawid Szymonowicz  |
| 64 | Polonia (bandiera)    | C     | Michał Wiśniewski  |
| 73 | Polonia (bandiera)    | A     | Patryk Zaucha      |
| 77 | Polonia (bandiera)    | A     | Sebastian Strózik  |
| 81 | Polonia (bandiera)    | D     | Jakub Goralczyk    |
| 85 | Rep. Ceca (bandiera)  | D     | David Jablonský    |
| 87 | Bulgaria (bandiera)   | D     | Diego Ferraresso   |
| 88 | Croazia (bandiera)    | D     | Matej Rodin        |
| 90 | Germania (bandiera)   | D     | Michael Gardawski  |
| 97 | Polonia (bandiera)    | A     | Daniel Pik         |
| 99 | Slovacchia (bandiera) | A     | Tomáš Vestenický   |

### Rosa 2019-2020
Rosa aggiornata al 21 dicembre 2019.
| N. |                        | Ruolo | Calciatore           |
| -- | ---------------------- | ----- | -------------------- |
| 2  | Romania (bandiera)     | D     | Cornel Râpă          |
| 3  | Slovacchia (bandiera)  | D     | Michal Sipľak        |
| 4  | Romania (bandiera)     | C     | Sergiu Hanca         |
| 5  | Polonia (bandiera)     | C     | Janusz Gol           |
| 6  | Polonia (bandiera)     | C     | Sylwester Lusiusz    |
| 8  | Slovacchia (bandiera)  | C     | Milan Dimun          |
| 9  | Spagna (bandiera)      | A     | Rubén López Huesca   |
| 10 | Paesi Bassi (bandiera) | C     | Pelle van Amersfoort |
| 11 | Polonia (bandiera)     | C     | Mateusz Wdowiak      |
| 17 | Brasile (bandiera)     | A     | Vinícius Ferreira    |
| 20 | Croazia (bandiera)     | D     | Niko Datković        |
| 21 | Portogallo (bandiera)  | A     | Rafael Lopes         |
| 25 | Polonia (bandiera)     | C     | Michał Rakoczy       |
| 26 | Polonia (bandiera)     | A     | Filip Piszczek       |

| N. |                       | Ruolo | Calciatore         |
| -- | --------------------- | ----- | ------------------ |
| 29 | Serbia (bandiera)     | A     | Bojan Čečarić      |
| 30 | Polonia (bandiera)    | P     | Adam Wilk          |
| 31 | Slovacchia (bandiera) | P     | Lukáš Hroššo       |
| 33 | Polonia (bandiera)    | D     | Kamil Pestka       |
| 34 | Ucraina (bandiera)    | D     | Oleksij Dytjat'jev |
| 39 | Polonia (bandiera)    | D     | Michał Helik       |
| 40 | Slovacchia (bandiera) | P     | Michal Peškovič    |
| 44 | Polonia (bandiera)    | C     | Mateusz Supryn     |
| 73 | Polonia (bandiera)    | C     | Patryk Zaucha      |
| 77 | Polonia (bandiera)    | A     | Sebastian Strózik  |
| 85 | Rep. Ceca (bandiera)  | D     | David Jablonský    |
| 87 | Bulgaria (bandiera)   | D     | Diego Ferraresso   |
| 97 | Polonia (bandiera)    | A     | Daniel Pik         |
| 99 | Slovacchia (bandiera) | A     | Tomáš Vestenický   |

### Rosa 2017-2018
Rosa aggiornata al 4 ottobre 2017.
| N. |                                 | Ruolo | Calciatore                  |
| -- | ------------------------------- | ----- | --------------------------- |
| 2  | Slovenia (bandiera)             | D     | Matic Fink                  |
| 3  | Slovacchia (bandiera)           | D     | Michal Sipľak               |
| 4  | Polonia (bandiera)              | D     | Piotr Malarczyk             |
| 5  | Bosnia ed Erzegovina (bandiera) | C     | Miroslav Čovilo             |
| 6  | Polonia (bandiera)              | C     | Sylwester Lusiusz           |
| 7  | Polonia (bandiera)              | C     | Jakub Wójcicki              |
| 8  | Slovacchia (bandiera)           | C     | Milan Dimun                 |
| 9  | Slovacchia (bandiera)           | A     | Tomáš Vestenický            |
| 10 | Estonia (bandiera)              | C     | Sergei Zenjov               |
| 11 | Polonia (bandiera)              | C     | Mateusz Wdowiak             |
| 13 | Polonia (bandiera)              | C     | Radoslaw Kanach             |
| 14 | Polonia (bandiera)              | C     | Damian Dąbrowski (capitano) |
| 17 | Polonia (bandiera)              | C     | Sebastian Steblecki         |
| 19 | Spagna (bandiera)               | C     | Javi Hernández              |
| 20 | Polonia (bandiera)              | A     | Mateusz Szczepaniak         |

| N. |                       | Ruolo | Calciatore            |
| -- | --------------------- | ----- | --------------------- |
| 21 | Polonia (bandiera)    | C     | Adam Deja             |
| 23 | Slovacchia (bandiera) | C     | Jaroslav Mihalík      |
| 25 | Polonia (bandiera)    | C     | Szymon Drewniak       |
| 26 | Brasile (bandiera)    | D     | Deleu                 |
| 28 | Slovacchia (bandiera) | C     | Jakub Cunta           |
| 29 | Polonia (bandiera)    | P     | Grzegorz Sandomierski |
| 30 | Polonia (bandiera)    | P     | Adam Wilk             |
| 33 | Polonia (bandiera)    | D     | Kamil Pestka          |
| 34 | Ucraina (bandiera)    | D     | Oleksiy Dytyatev      |
| 39 | Polonia (bandiera)    | D     | Michal Helik          |
| 40 | Polonia (bandiera)    | P     | Michal Peškovič       |
| 46 | Germania (bandiera)   | D     | Lennard Sowah         |
| 87 | Bulgaria (bandiera)   | D     | Diego Ferraresso      |
| 99 | Polonia (bandiera)    | A     | Krzysztof Piątek      |

### Rosa 2014-2015
Rosa aggiornata all'8 novembre 2014.
| N. |                                 | Ruolo | Calciatore           |
| -- | ------------------------------- | ----- | -------------------- |
| 4  | Polonia (bandiera)              | D     | Mateusz Żytko        |
| 5  | Bosnia ed Erzegovina (bandiera) | C     | Miroslav Čovilo      |
| 6  | Polonia (bandiera)              | D     | Adam Marciniak       |
| 7  | Senegal (bandiera)              | C     | Boubacar Dialiba     |
| 8  | Polonia (bandiera)              | D     | Krzysztof Nykiel     |
| 9  | Polonia (bandiera)              | A     | Dariusz Zjawiński    |
| 10 | Polonia (bandiera)              | C     | Mateusz Cetnarski    |
| 11 | Polonia (bandiera)              | A     | Dawid Nowak          |
| 14 | Polonia (bandiera)              | C     | Damian Dąbrowski     |
| 15 | Croazia (bandiera)              | D     | Tomislav Mikulić     |
| 18 | Polonia (bandiera)              | A     | Przemysław Kita      |
| 19 | Polonia (bandiera)              | P     | Krystian Stępniowski |
| 21 | Polonia (bandiera)              | C     | Sławomir Szeliga     |
| 22 | Polonia (bandiera)              | A     | Dariusz Zjawiński    |

| N. |                     | Ruolo | Calciatore                  |
| -- | ------------------- | ----- | --------------------------- |
| 23 | Polonia (bandiera)  | C     | Łukasz Zejdler              |
| 25 | Polonia (bandiera)  | D     | Bartosz Rymaniak            |
| 26 | Brasile (bandiera)  | D     | Deleu                       |
| 27 | Polonia (bandiera)  | C     | Marcin Budziński            |
| 30 | Croazia (bandiera)  | P     | Matko Perdijić              |
| 32 | Polonia (bandiera)  | A     | Krzysztof Szewczyk          |
| 37 | Polonia (bandiera)  | A     | Bartłomiej Dudzic           |
| 44 | Polonia (bandiera)  | D     | Paweł Jaroszyński           |
| 67 | Polonia (bandiera)  | C     | Bartosz Kapustka            |
| 70 | Polonia (bandiera)  | C     | Jakub Mrozik                |
| 80 | Polonia (bandiera)  | P     | Krzysztof Pilarz (capitano) |
| 92 | Lettonia (bandiera) | A     | Deniss Rakeļs               |
| 95 | Polonia (bandiera)  | C     | Mariusz Panek               |
| 96 | Polonia (bandiera)  | A     | Mateusz Wdowiak             |

### Rosa 2013-2014
Rosa aggiornata all'8 settembre 2013.
| N. |                       | Ruolo | Calciatore            |
| -- | --------------------- | ----- | --------------------- |
| 2  | Slovacchia (bandiera) | D     | Marián Jarabica       |
| 3  | Serbia (bandiera)     | D     | Miloš Kosanović       |
| 4  | Montenegro (bandiera) | C     | Vladimir Boljević     |
| 5  | Polonia (bandiera)    | D     | Mateusz Żytko         |
| 6  | Polonia (bandiera)    | D     | Adam Marciniak        |
| 7  | Polonia (bandiera)    | C     | Krzysztof Danielewicz |
| 8  | Polonia (bandiera)    | D     | Krzysztof Nykiel      |
| 9  | Germania (bandiera)   | C     | Edgar Bernhardt       |
| 10 | Burundi (bandiera)    | C     | Saidi Ntibazonkiza    |
| 11 | Polonia (bandiera)    | A     | Dawid Nowak           |
| 14 | Polonia (bandiera)    | C     | Damian Dąbrowski      |
| 15 | Polonia (bandiera)    | D     | Tomasz Wełna          |
| 17 | Polonia (bandiera)    | C     | Sebastian Steblecki   |
| 18 | Polonia (bandiera)    | A     | Przemysław Kita       |
| 20 | Polonia (bandiera)    | D     | Marcin Kuś            |

| N. |                     | Ruolo | Calciatore                  |
| -- | ------------------- | ----- | --------------------------- |
| 21 | Polonia (bandiera)  | C     | Sławomir Szeliga (capitano) |
| 23 | Polonia (bandiera)  | C     | Lukasz Zejdler              |
| 27 | Polonia (bandiera)  | C     | Marcin Budziński            |
| 28 | Polonia (bandiera)  | D     | Marek Wasiluk               |
| 30 | Croazia (bandiera)  | P     | Matko Perdijić              |
| 32 | Polonia (bandiera)  | A     | Krzysztof Szewczyk          |
| 37 | Polonia (bandiera)  | A     | Bartłomiej Dudzic           |
| 40 | Slovenia (bandiera) | C     | Rok Štraus                  |
| 44 | Polonia (bandiera)  | D     | Paweł Jaroszyński           |
| 67 | Polonia (bandiera)  | C     | Bartosz Kapustka            |
| 77 | Polonia (bandiera)  | C     | Bartosz Żurek               |
| 80 | Polonia (bandiera)  | P     | Krzysztof Pilarz            |
| 94 | Polonia (bandiera)  | P     | Damian Drzewiecki           |
| 96 | Polonia (bandiera)  | C     | Mateusz Wdowiak             |

### Rosa 2012-2013
| N. |                                 | Ruolo | Calciatore          |
| -- | ------------------------------- | ----- | ------------------- |
| 2  | Polonia (bandiera)              | D     | Krzysztof Nykiel    |
| 3  | Serbia (bandiera)               | D     | Miloš Kosanović     |
| 4  | Montenegro (bandiera)           | C     | Vladimir Boljević   |
| 5  | Polonia (bandiera)              | D     | Mateusz Żytko       |
| 6  | Polonia (bandiera)              | C     | Arkadiusz Radomski  |
| 8  | Paesi Bassi (bandiera)          | C     | Hesdey Suart        |
| 9  | Lettonia (bandiera)             | C     | Aleksejs Višņakovs  |
| 10 | Burundi (bandiera)              | C     | Saidi Ntibazonkiza  |
| 11 | Paesi Bassi (bandiera)          | A     | Koen van der Biezen |
| 12 | Polonia (bandiera)              | P     | Szymon Gąsiński     |
| 14 | Polonia (bandiera)              | C     | Dawid Rupa          |
| 57 | Stati Uniti (bandiera)          | D     | Piotr Lagowski      |
| 48 | Stati Uniti (bandiera)          | D     | Marcin Modzelewski  |
| 87 | Stati Uniti (bandiera)          | D     | Krzysztof Sitarz    |
| 16 | Bosnia ed Erzegovina (bandiera) | D     | Bojan Puzigaća      |

| N. |                      | Ruolo | Calciatore          |
| -- | -------------------- | ----- | ------------------- |
| 18 | Polonia (bandiera)   | C     | Mateusz Bartczak    |
| 19 | Moldavia (bandiera)  | C     | Alexandru Suvorov   |
| 20 | Rep. Ceca (bandiera) | D     | Jan Hošek           |
| 21 | Polonia (bandiera)   | C     | Sławomir Szeliga    |
| 22 | Polonia (bandiera)   | C     | Bruno Żołądź        |
| 23 | Polonia (bandiera)   | A     | Andrzej Niedzielan  |
| 25 | Slovenia (bandiera)  | D     | Andraž Struna       |
| 29 | Israele (bandiera)   | C     | Tamir Kahlon        |
| 32 | Polonia (bandiera)   | D     | Łukasz Nawotczyński |
| 33 | Polonia (bandiera)   | P     | Marcin Skrzeszewski |
| 35 | Polonia (bandiera)   | P     | Łukasz Merda        |
| 37 | Polonia (bandiera)   | A     | Bartłomiej Dudzic   |
| 40 | Slovenia (bandiera)  | C     | Rok Štraus          |
| 83 | Polonia (bandiera)   | P     | Wojciech Kaczmarek  |

### Rosa 2011-2012
| N. |                                 | Ruolo | Calciatore          |
| -- | ------------------------------- | ----- | ------------------- |
| 2  | Polonia (bandiera)              | D     | Krzysztof Nykiel    |
| 3  | Serbia (bandiera)               | D     | Miloš Kosanović     |
| 4  | Montenegro (bandiera)           | C     | Vladimir Boljević   |
| 5  | Polonia (bandiera)              | D     | Mateusz Żytko       |
| 6  | Polonia (bandiera)              | C     | Arkadiusz Radomski  |
| 8  | Paesi Bassi (bandiera)          | D     | Hesdey Suart        |
| 9  | Lettonia (bandiera)             | C     | Aleksejs Višņakovs  |
| 10 | Burundi (bandiera)              | C     | Saidi Ntibazonkiza  |
| 11 | Paesi Bassi (bandiera)          | A     | Koen van der Biezen |
| 12 | Polonia (bandiera)              | P     | Szymon Gąsiński     |
| 14 | Polonia (bandiera)              | C     | Dawid Rupa          |
| 16 | Bosnia ed Erzegovina (bandiera) | D     | Bojan Puzigaća      |
| 18 | Polonia (bandiera)              | C     | Mateusz Bartczak    |

| N. |                      | Ruolo | Calciatore          |
| -- | -------------------- | ----- | ------------------- |
| 19 | Moldavia (bandiera)  | C     | Alexandru Suvorov   |
| 21 | Polonia (bandiera)   | C     | Sławomir Szeliga    |
| 22 | Polonia (bandiera)   | C     | Bruno Żołądź        |
| 23 | Polonia (bandiera)   | A     | Andrzej Niedzielan  |
| 24 | Rep. Ceca (bandiera) | D     | Jan Hošek           |
| 25 | Slovenia (bandiera)  | D     | Andraž Struna       |
| 32 | Polonia (bandiera)   | D     | Łukasz Nawotczyński |
| 33 | Polonia (bandiera)   | P     | Marcin Skrzeszewski |
| 37 | Polonia (bandiera)   | A     | Bartłomiej Dudzic   |
| 40 | Slovenia (bandiera)  | C     | Rok Štraus          |
| 83 | Polonia (bandiera)   | P     | Wojciech Kaczmarek  |

### Rosa 2010-2011
| N. |                        | Ruolo | Calciatore          |
| -- | ---------------------- | ----- | ------------------- |
| 2  | Polonia (bandiera)     | D     | Łukasz Uszalewski   |
| 3  | Serbia (bandiera)      | D     | Miloš Kosanović     |
| 4  | Slovacchia (bandiera)  | D     | Marián Jarabica     |
| 5  | Polonia (bandiera)     | D     | Marek Wasiluk       |
| 6  | Polonia (bandiera)     | C     | Arkadiusz Radomski  |
| 7  | Polonia (bandiera)     | A     | Radosław Matusiak   |
| 8  | Paesi Bassi (bandiera) | D     | Hesdey Suart        |
| 9  | Polonia (bandiera)     | C     | Dariusz Pawlusiński |
| 10 | Polonia (bandiera)     | C     | Wojciech Łuczak     |
| 11 | Polonia (bandiera)     | A     | Marcin Krzywicki    |
| 14 | Polonia (bandiera)     | C     | Mariusz Sacha       |
| 15 | Polonia (bandiera)     | C     | Paweł Sasin         |
| 16 | Polonia (bandiera)     | D     | Piotr Polczak       |
| 17 | Burundi (bandiera)     | A     | Saidi Ntibazonkiza  |

| N. |                     | Ruolo | Calciatore          |
| -- | ------------------- | ----- | ------------------- |
| 18 | Polonia (bandiera)  | C     | Tomasz Moskała      |
| 19 | Moldavia (bandiera) | C     | Alexandru Suvorov   |
| 21 | Polonia (bandiera)  | C     | Sławomir Szeliga    |
| 23 | Polonia (bandiera)  | D     | Krzysztof Janus     |
| 24 | Polonia (bandiera)  | D     | Łukasz Mierzejewski |
| 25 | Slovenia (bandiera) | D     | Andraž Struna       |
| 30 | Serbia (bandiera)   | P     | Miloš Budaković     |
| 32 | Polonia (bandiera)  | D     | Łukasz Nawotczyński |
| 34 | Polonia (bandiera)  | D     | Radosław Grzesiak   |
| 35 | Polonia (bandiera)  | P     | Łukasz Merda        |
| 37 | Polonia (bandiera)  | A     | Bartłomiej Dudzic   |
| 66 | Polonia (bandiera)  | C     | Mateusz Klich       |
| 77 | Polonia (bandiera)  | C     | Michał Goliński     |
|    | Polonia (bandiera)  | C     | Piotr Giza          |